# Bad

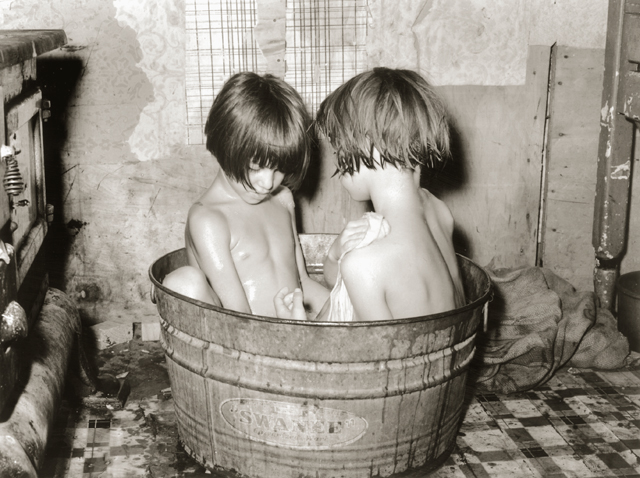
Barn i en badbalja.

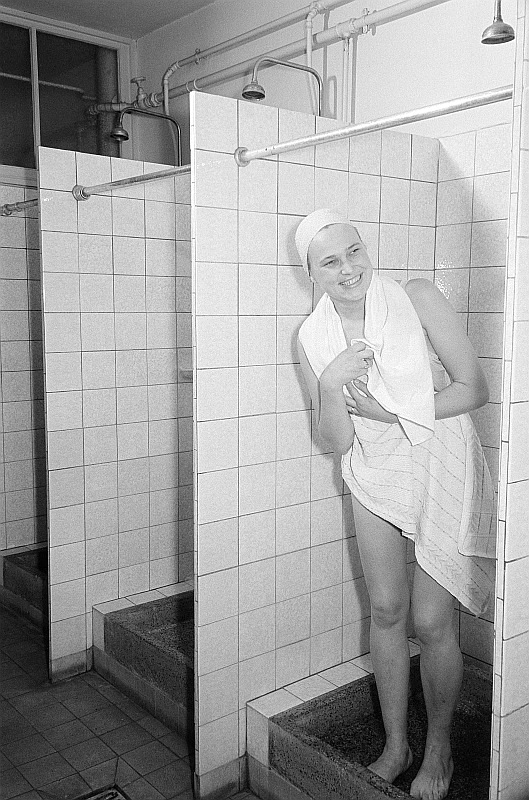
Duschar för rengöring av kroppen. Bild från Leipzig 1954.

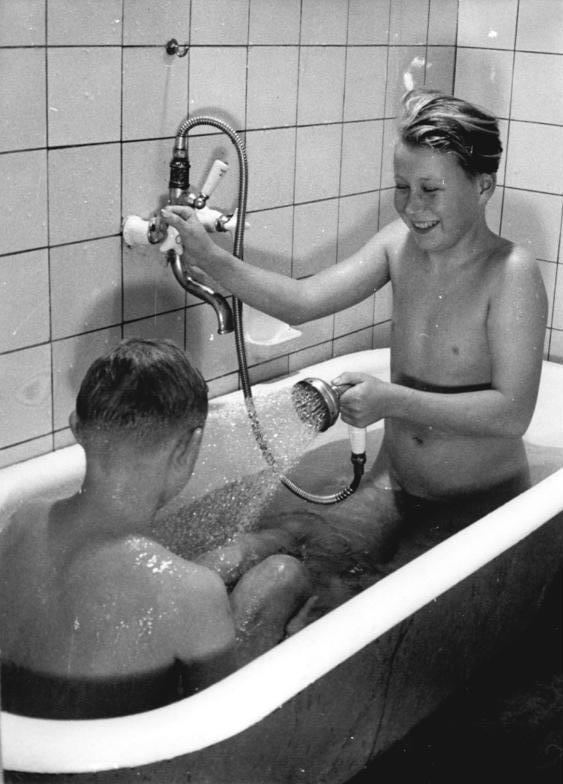
Badkar i DDR 1954.

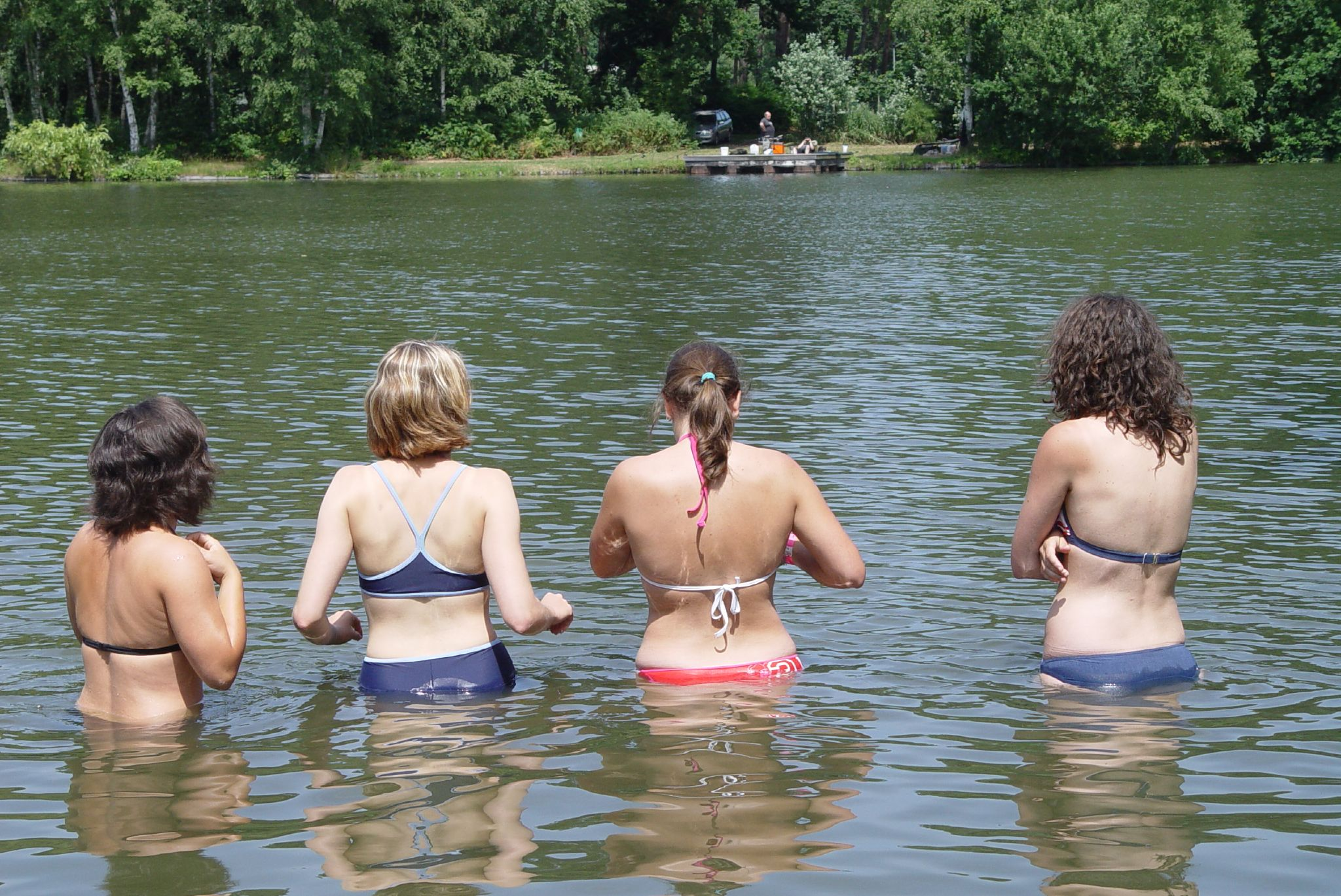
Kvinnor badar i en sjö.

Bad (att bada) innebär att en kropp, vanligen människokroppen, omsluts av vatten, alternativt annan vätska eller annat medium. Det kan ske av hygieniska skäl för tvagning, men även som behandling, en form av rekreation eller ritual/ceremoni (till exempel dop). Vattenbad kan ske i havet, i en sjö (till exempel på en badplats), i en simbassäng (badhus eller utomhusbad) eller i ett badkar (karbad).
Andra medier än vätskor är exempelvis luft, het luft eller ånga (luftbad, bastubad, varmluftsbad, ångbad), fastare ämnen (såsom vid snöbad eller vid de tyska "moor- och sandbaden") eller gyttja, tång eller liknande. Man talar även om solbad. Ibland betecknar man med bad också användande av en strömmande eller fallande vätska på kroppen (duschbad).

## Ordet bad (etymologi)
Badh är fornsvenska, bað isländska och fornsaxiska. Ordet bad förekommer i svenskan, norskan, danskan och fornhögtyskan. 
Betydelsen är badda eller värma, och har haft mer med värme än väta att skaffa - även om betydelsen har förskjutits genom seklerna. Därför är bastu och badstuga (även kallad ria, brydestua, pörte, tôrkstu och kölna) i första hand en liten, fristående byggnad som används för torkning medelst uppvärmning.
Ett annat ord för bada är "löga", av fornsvenska lögh, ”badvatten”. Uttrycket att löga sig handlar då om det våta badet. Det är också härifrån namnet "lördag" utvecklats. 
I orden vattenbad, torrbastu och rökbastu avses uppvärmning, i varmbad och havsbad avses nedsänkning i vatten. 
Ordet ”bad” används även för dels en naturlig eller anlagd plats som är lämplig för badning, dels för en vätska, som används för kemisk/teknisk behandling av nedsänkta föremål.  

## Badkläder
Den som badar kan vara naken eller klädd i badkläder. Badmode och klädkod har varierat genom tiderna, se badkläder, topless, nakenbad.  

## Historia
I Sverige har bönder tvättat sig i alla tider, åtminstone på lördagar, inomhus. Överklassen började anamma bland annat engelska badtraditioner på 1700-talet. Då såg man det främst som en medicinsk eller förebyggande hälsobehandling, gärna i kombination med brunnsdrickande. 
Havsbad som man idag är van vid är något som kom sent. När det började bli populärt att vistas vid havet för den goda inverkan luften troddes ha, började man också efter hand försiktigt bada i havet. 
Tvagning och bad inomhus skedde långt fram på 1900-talet i handfat eller badbalja. Det förekom badrum i enstaka välbeställda hem i slutet av 1800-talet som tekniskt var mycket moderna: Men badrum med badkar i vanliga bostäder kom först på 1930-talet, med HSB som pådrivande kraft. Det fanns visst motstånd, men när badrummen väl var accepterade blev det på 1940-talet standard i nästan alla nybyggda bostäder. 
Från slutet av 1970-talet förändras badvanorna. Man övergår från badkar till dusch i bostäder. Även bidé blir vanligt. Bastu, som tidigare främst funnits i badhus, eller som gemensam badstuga i byarna på landsbygden blev nu vanligt i exempelvis villor.

### Rituella bad
Badet har i alla tider haft ett särskilt inflytande på människornas sociala tillvaro. Hos Orientens folk var badet nära förbundet med den religiösa kulten – kroppens renhet var liktydigt med sedernas renhet. De semitiska folken var genom religiösa föreskrifter ålagda att bada. Därför ansågs reningsbad efter vissa handlingar eller tillstånd – vidrörande av orena föremål och sjukdomar – som rituella handlingar. Ungefär under samma former finns bad omtalat i sanskritlitteraturen samt hos perser, egyptier med flera. Hos alla de nämnda folken synes det dock varit fråga mera om tvagningar eller kalla doppningar än om egentliga bad.

### Grekisk-romerska bad
Hos grekerna (hellenerna) utvecklades badet från att uteslutande ha varit en religiös ritual, till att få en medicinsk mening. Ett fullständigt grekiskt bad föregicks av en kraftig svettning, framkallad genom kroppsövningar eller genom upphettning med starkare värme. Det egentliga badet började sedan med tvagningar (varma begjutningar) och därefter stundom varma helbad i bassäng eller badkar. Sedan följde rikliga, småningom avsvalnande översköljningar, skrapning med badskrapa och ingnidning med olja. I varmrummet utfördes ett slags passiv gymnastik av därtill inövade badare, de så kallade alipterna eller salvegnidarna. Hettan i svettbadet åstadkoms genom strålande värme från glödande kol, heta stenar eller genom heta vattenångor. Hos jonerna blev det alltmera förfinat, och deras bad kan betraktas som förebild för de romerska lyxbaden, som under kejsartiden nådde sin högsta utveckling.
Romarna gjorde så småningom bekantskap med det grekiska badet. Det infördes till att börja med i enkel form på de förmögnas lantgårdar. För folket uppfördes först under republikens sista tid en mängd mindre badstugor. Under kejsartiden inrättades, efter grekiskt mönster storartade badanstalter, vilka gjorde dessa bad till en hela folkets egendom. I allmänhet badade män och kvinnor var för sig, men det fanns även gemensamhetsbad, balnea mixta, där hänsyn inte togs till de badandes kön. Det romerska lyxbadet var ett varmluftsbad – det romerska folkbadet, eller legionernas bad, var ett fuktigt svettbad, mycket liknande nutidens s.k. finska bastubad.
Kunskapen om det grekiska badet är hämtad endast från den grekiska litteraturen, men ruinerna efter de romerska kejsarbaden i Pompeji har satt oss i tillfälle att även i detalj studera hur dessa lyxbad var inrättade.

## Medicinska bad
Medicinska bad har använts sedan forntiden. De förespråkas numera framför allt av rehabiliteringsskäl. Badbehandling (balneoterapi, hydroterapi) utnyttjar vattnets värmande eller kylande effekt. Specifika effekter tillskrivs vattnets halt av mineral, gas (kolsyra) eller tillsatser (t.ex. växtextrakt). Vattnet används till helbad, delbad (för t.ex. hand eller fot), inpackningar eller spolningar. Gyttja eller mineralslam används till värmande inpackningar. Badbehandling kombineras vanligen med rörelseterapi och vid kurortsvård dessutom med allmänna föreskrifter i hälsofrämjande syfte. Indikationsområden är sjukdomar i rörelse- och cirkulationsorganen, psykosomatiska funktionsstörningar och hudsjukdomar. I Syd- och Östeuropa spelar fortfarande brunns- och badorter en viktig roll i rehabilitering och sjukvård. Moderna kliniker för "thalassoterapi", bl.a. vid Atlanten och Medelhavet, är en snabbt växande bransch inom den kommersiella hälsovården. I Nordvästeuropa och USA har bad utgått som terapi och har ersatts av direkta behandlingsmetoder.

## Bilder

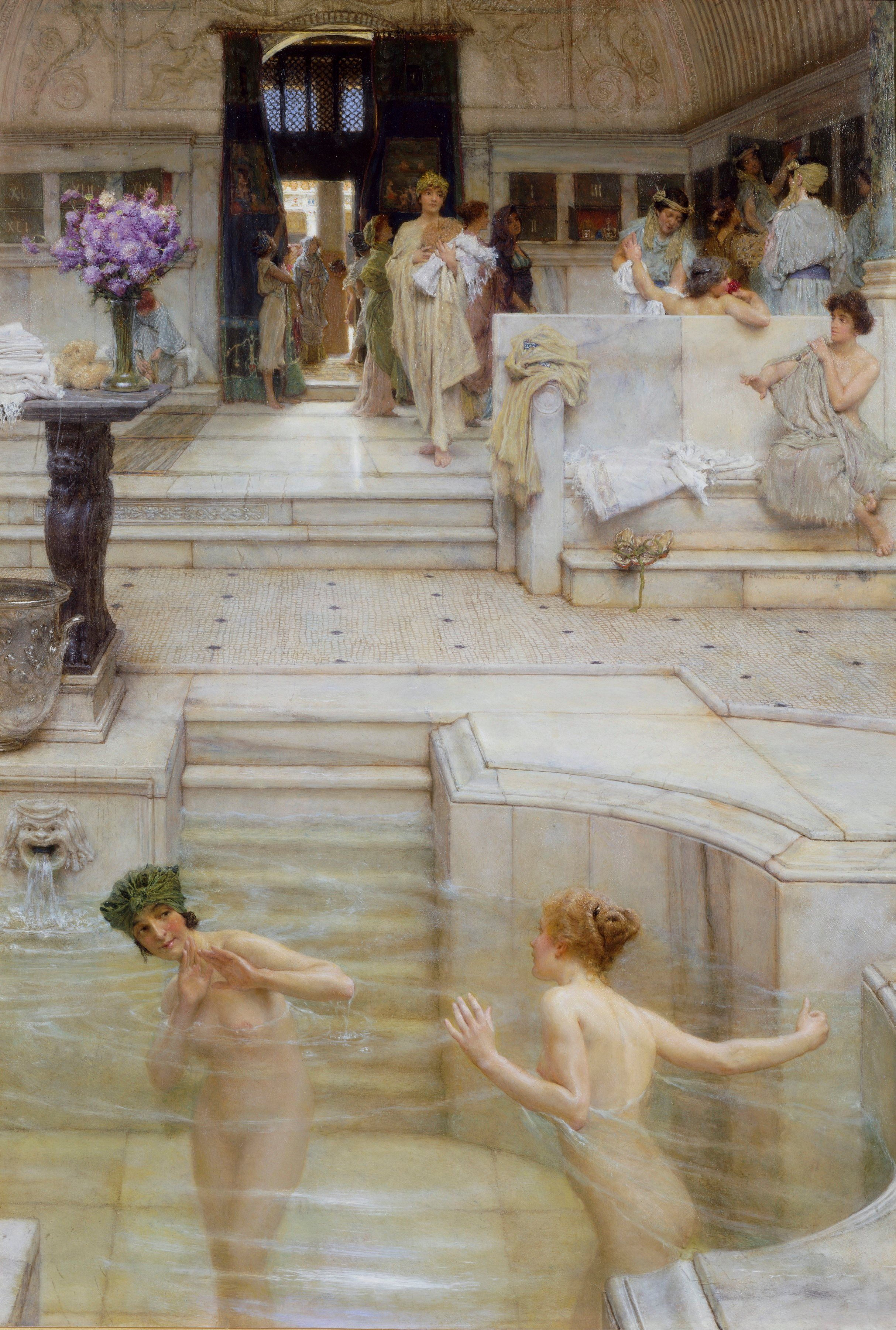
Romerskt bad. Målning av Alma-Tadema.
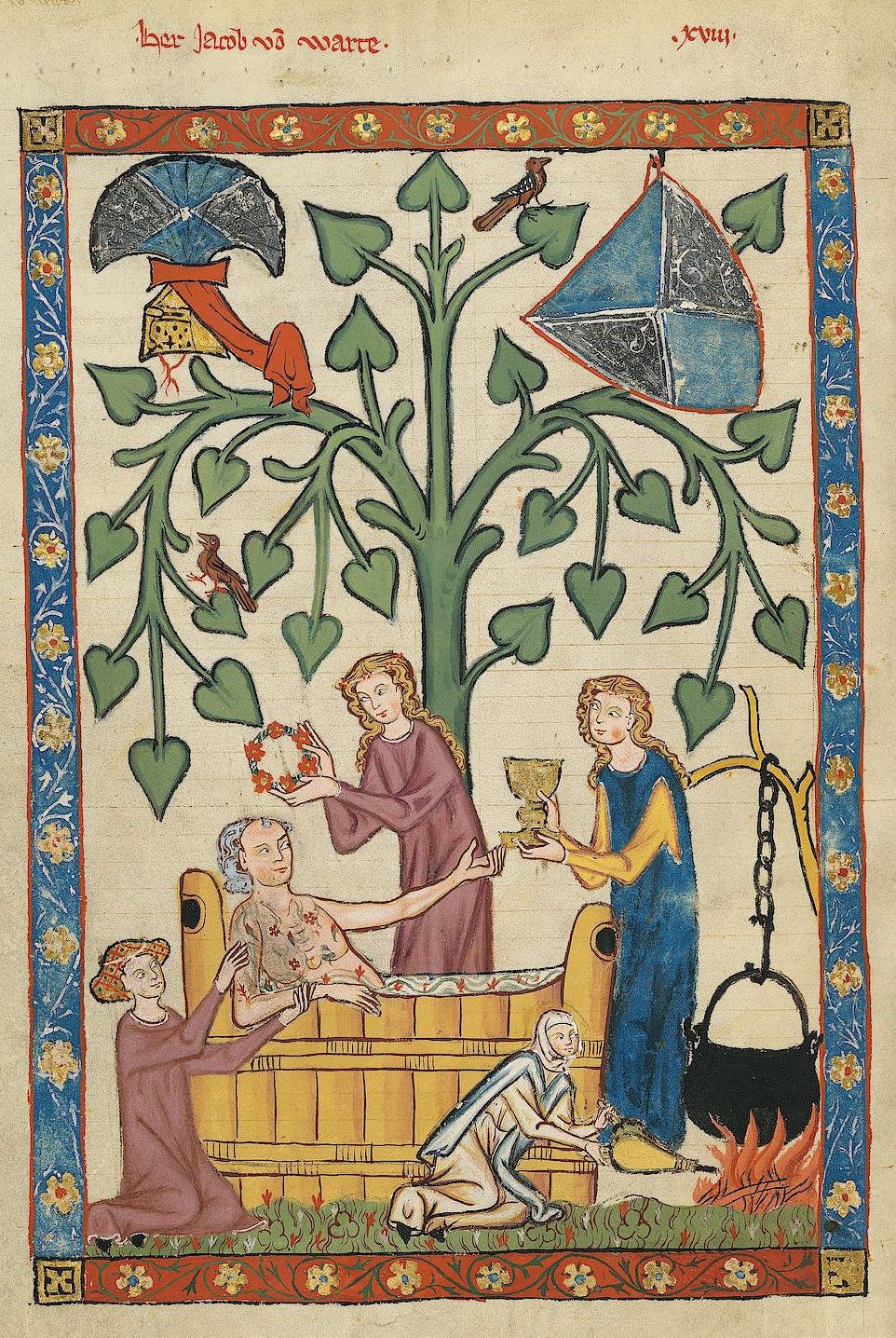
En medeltidsriddare i badet (ur en handskrift från 1300-talet).
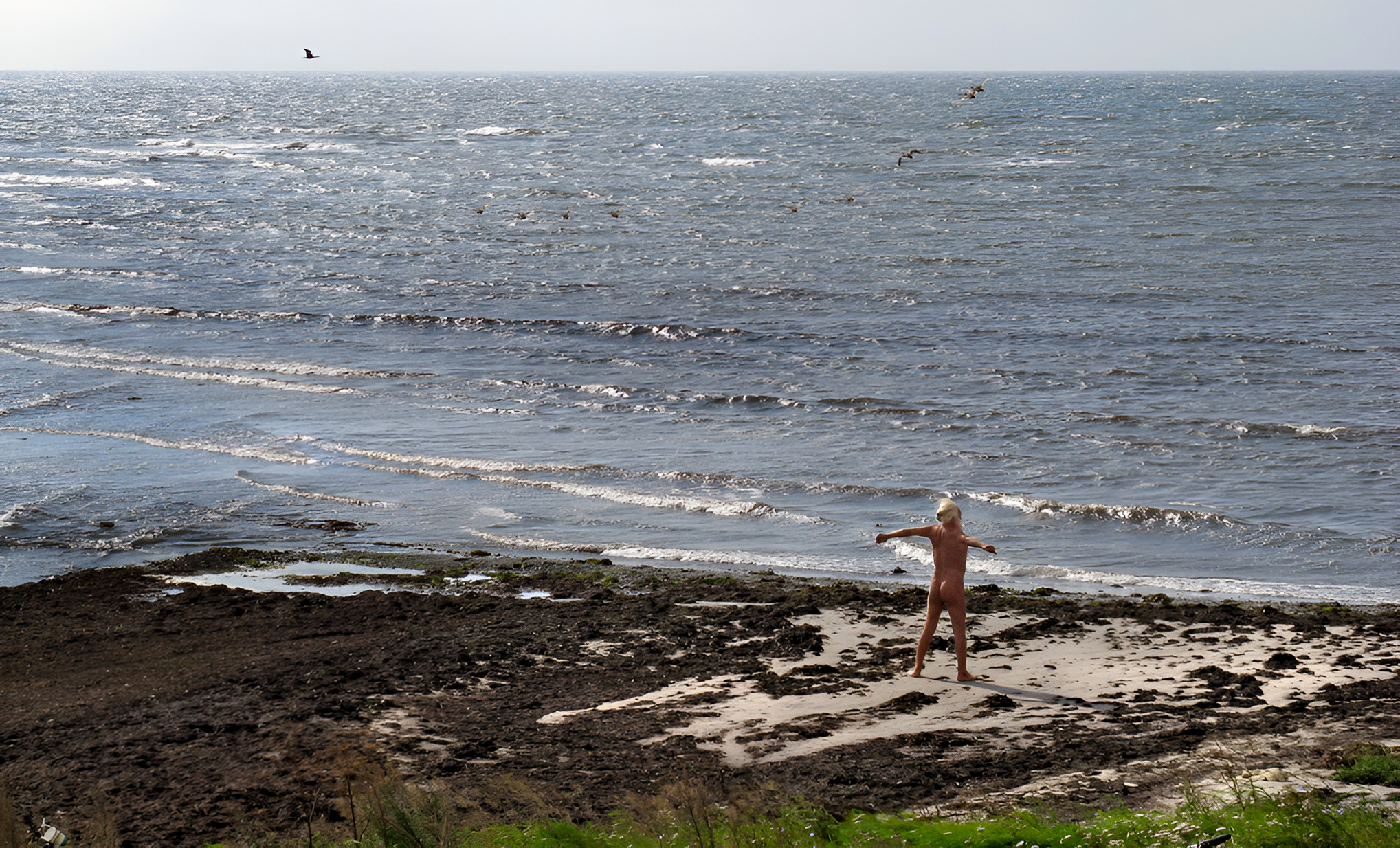
En naturist på väg att bada naken i havet.
Eadweard Muybridge bildserie från 1887 av en kvinna som tvättar sig.
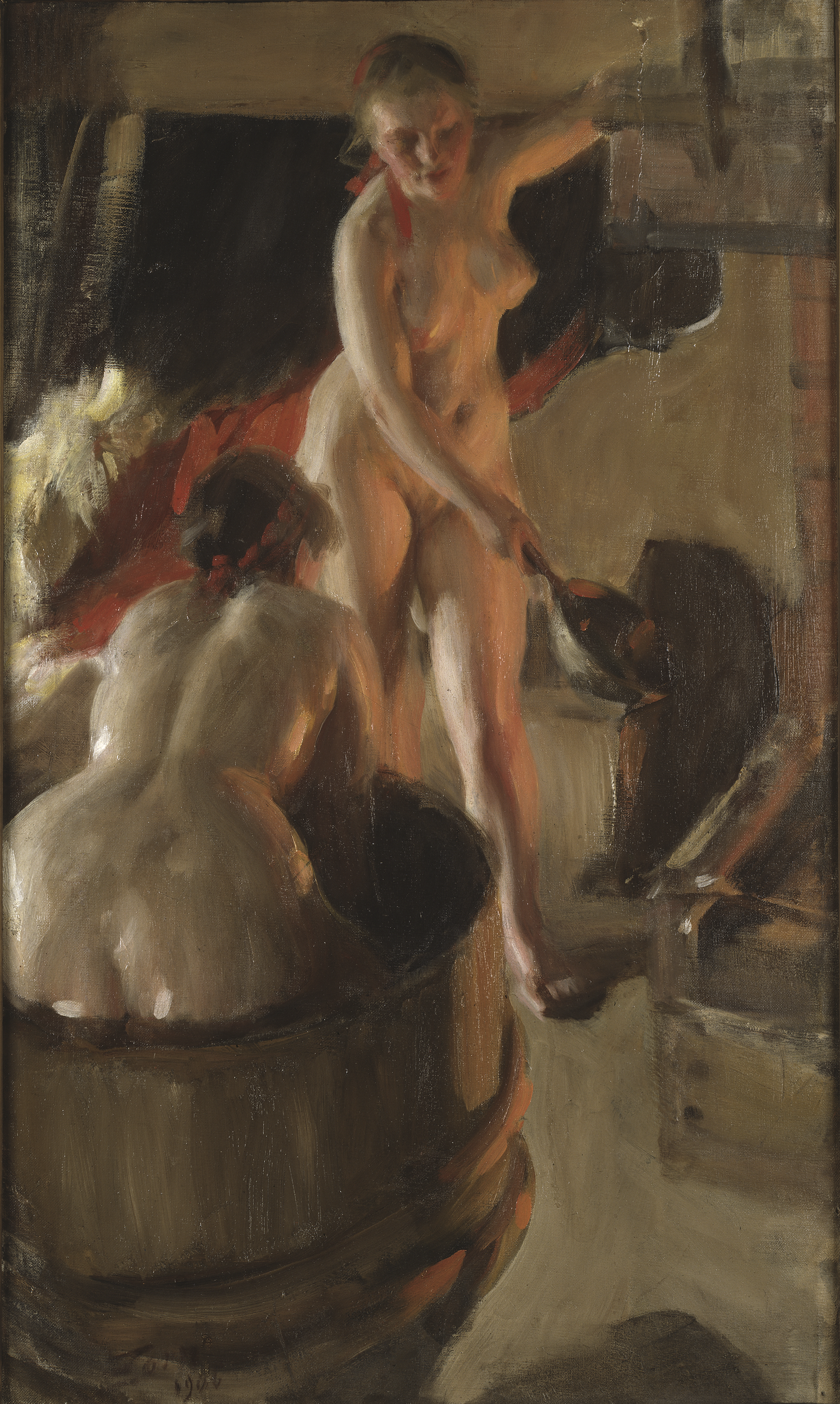
Badande kvinnor i Dalarna på Zorn-målning från 1906.